# العلاقات الفيتنامية المصرية
العلاقات الفيتنامية المصرية هي العلاقات الثنائية التي تجمع بين فيتنام ومصر.

## مقارنة بين البلدين
هذه مقارنة عامة ومرجعية للدولتين:
| وجه المقارنة                                              | فيتنام           | مصر           |
| --------------------------------------------------------- | ---------------- | ------------- |
| المساحة (كم2)                                             | 331.69 ألف       | 1.01 مليون    |
| عدد السكان (نسمة)                                         | 94.66 مليون      | 94.80 مليون   |
| الكثافة السكانية (ن./كم²)                                 | 285.39           | 93.86         |
| العاصمة                                                   | هانوي            | القاهرة       |
| اللغة الرسمية                                             | اللغة الفيتنامية | اللغة العربية |
| العملة                                                    | دونغ فيتنامي     | جنيه مصري     |
| الناتج المحلي الإجمالي (بليون دولار)                      | 234.19 مليار     | 235.37 مليار  |
| الناتج المحلي الإجمالي (تعادل القوة الشرائية) بليون دولار | 553.42 مليار     | 998.67 مليار  |
| الناتج المحلي الإجمالي الاسمي للفرد دولار أمريكي          | 2.48 ألف         | 3.61 ألف      |
| الناتج المحلي الإجمالي للفرد دولار أمريكي                 | 5.63 ألف         |               |
| مؤشر التنمية البشرية                                      | 0.666            | 0.690         |
| رمز المكالمات الدولي                                      | +84              | +20           |
| رمز الإنترنت                                              | .vn              | .eg، .مصر     |
| المنطقة الزمنية                                           | ت ع م+07:00      | ت ع م+02:00   |

## منظمات دولية مشتركة
يشترك البلدان في عضوية مجموعة من المنظمات الدولية، منها:
| علم المنظمة | اسم المنظمة                        | تاريخ انضمام فيتنام | تاريخ انضمام مصر |
| ----------- | ---------------------------------- | ------------------- | ---------------- |
|             | مؤسسة التنمية الدولية              | 24 سبتمبر 1960      | 26 أكتوبر 1960   |
|             | يونسكو                             | 6 يوليو 1951        | 22 يناير 1947    |
|             | وكالة ضمان الاستثمار متعدد الأطراف | 5 أكتوبر 1994       | 12 أبريل 1988    |
|             | الأمم المتحدة                      | 20 سبتمبر 1977      | 24 أكتوبر 1945   |
|             | الفريق المعني برصد الأرض           | ?                   | فبراير 2005      |
|             | الاتحاد البريدي العالمي            | ?                   | ?                |
|             | البنك الدولي للإنشاء والتعمير      | 21 سبتمبر 1956      | 27 ديسمبر 1945   |
|             | المنظمة الهيدروغرافية الدولية      | ?                   | 21 يونيو 1921    |
|             | الاتحاد الدولي للاتصالات           | 24 سبتمبر 1951      | 9 ديسمبر 1876    |
|             | مؤسسة التمويل الدولية              | 4 أغسطس 1967        | 20 يوليو 1956    |
|             | منظمة التجارة العالمية             | 11 يناير 2007       | 30 يونيو 1995    |
|             | منظمة الشرطة الجنائية الدولية      | ?                   | 7 سبتمبر 1923    |

## وصلات خارجية
- موقع وزارة الخارجية الفيتنامية
- موقع وزارة الخارجية المصرية